# Hemitrella halmaherae
Hemitrella halmaherae är en insektsart som beskrevs av Andrej Vasiljevitj Gorochov 2003. Hemitrella halmaherae ingår i släktet Hemitrella och familjen syrsor. Inga underarter finns listade i Catalogue of Life.